# Jan Grapengiesser
Jan Jakob Grapengiesser, född 13 augusti 1912 i Asby församling, Östergötlands län, död 5 september 2008 i Gränna församling, Jönköpings län, var en svensk officer, försäljare och företagsledare.
Jan Grapengiesser var son till kapten Lars Grapengiesser och Annie Hebbe och farbror till Malla Grapengiesser. Han tog studenten i Eksjö 1931, avlade officersexamen 1935 och gick ut Artilleri- och ingenjörhögskolan (AIHS) 1938. Han var officer vid Smålands artilleriregemente (A6) 1935–1945 men begärde reservstat för att övergå till civil tjänst.
Han hade olika befattningar inom försäljningen på Norrahammars bruk från 1945 och kom till dess marknadsavdelning i Huskvarna 1953, blev reklamchef vid Husqvarna vapenfabrik 1956 och var verkställande direktör vid Husqvarna fabrikslager AB i Göteborg från 1959. Han verkade också vid företagets kontor i Köpenhamn och London. Vidare var han lantbrukare på Bunnströms gård utanför Gränna som inköptes 1968.
Han hade utmärkelserna riddare av Finlands Vita Ros’ orden (RFinlVRO) och Finsk krigsminnesmedalj (FMM).
Grapengiessen gifte sig 1939 med Sigrid Wahlgren (1916–2005), dotter till byråchefen Hugo Wahlgren och Martha Lundberg (dotter till CJ Lundberg) samt moster till Anna Wahlgren. Makarna fick barnen Eva 1940, (cellbiolog och docent), Susanne 1942, Henrik 1944 (död 2006) och Johan 1948.